# اگوازول
اگوازول (به اسپانیایی: Aguazul) یک سکونتگاه مسکونی در کلمبیا است که در Orinoquía Region واقع شده‌است.